# Coves de Bedsa
Les coves de Bedsa (també conegudes com a coves de Bedse) són un grup de coves budistes excavades directament a la roca situades a Pune, a l'estat de Maharashtra, Índia. Els experts coincideixen en situar els orígens d'aquestes al voltant del segle I aC, en època de la dinastia Satavahana.

## Context
Les coves de Bedsa estan situades a uns 9km. de les coves de Bhaja. Així mateix, també queden fora a prop els conjunts de Karla, Patan i Nasik. Veiem, doncs, com les coves de Bedsa s'inscriuren en la xarxa local de coves tallades a la roca. De fet, es tracta d'un conjunt dels més antics en el conjunt d'Índia. Altres grans conjunts del moment són Kanheri i Ajanta. La cultura material en aquestes coves apunta cap una connexió entre el món religiós i les rutes comercials. Els peregrins budistes haurien acompanyat els mercaders en les concorregudes rutes internacionals a través de l'Índia. Alguns dels temples de coves més sumptuosos, encarregats per comerciants rics, incloïen pilars, arcs i elaborades façanes. Es feren durant el període en què el comerç marítim prosperà entre l'Imperi romà i el sud-est asiàtic.